# Instituto del Desarrollo Humano
El Instituto del Desarrollo Humano (IDH), en la Argentina, es uno de los cuatro institutos que forman la Universidad Nacional de General Sarmiento (UNGS). Es el responsable de la formación de docentes para los diversos niveles de enseñanza, y de los estudios de grado y de posgrado en las áreas de educación, comunicación, política y cultura. También lleva adelante investigaciones sobre dichas temáticas. Está ubicado en el Campus Universitario de la UNGS.

## Carreras de Grado
Licenciado en Comunicación. Está orientada a la formación teórica e instrumental de profesionales con competencias para el diseño y gestión de políticas de comunicación en ámbitos sociales e institucionales, así como a la creación de diversos tipos de productos comunicativos. Se propone desarrollar en los estudiantes capacidades vinculadas a la producción de diagnósticos y a la formulación de estrategias de comunicación en diferentes ámbitos. El egresado en Comunicación podrá desempeñarse en instituciones públicas y privadas, en medios masivos de comunicación y en organizaciones sociales.
Licenciado en Cultura y Lenguajes Artísticos. Tiene por objeto formar profesionales capaces de analizar e intervenir en la gestión cultural, preparados para emprender, investigar, diagnosticar, planificar, formular, poner en acción y evaluar proyectos culturales; incentivando la integración local.
Licenciado en Educación. Se propone formar profesionales en condiciones de diseñar políticas educativas y de gestionar instituciones educativas, públicas o privadas, en una era de transformaciones como la que vivimos. El egresado podrá desempeñarse laboralmente en organismos públicos o privados de nivel regional o nacional, en organismos regionales involucrados en políticas educativas para el Mercosur, en universidades, colegios e institutos que requieren proyectos de planificación, gestión y evaluación, y en organizaciones que desarrollen proyectos de educación no formal y/o de promoción social.
Licenciado en Estudios Políticos. Se propone formar profesionales capaces de abordar, con creatividad y espíritu crítico, el conjunto de problemas que plantea la política contemporánea. Organizada en una perspectiva transdisciplinaria, ofrece a los estudiantes los instrumentos conceptuales necesarios para analizar cuestiones tales como el poder, el conflicto y el lugar y las funciones del Estado en el mundo actual. El egresado de esta carrera podrá dedicarse a la investigación, a la docencia universitaria y al asesoramiento de organismos públicos o entidades de la sociedad civil.
Profesor Universitario en Economía. Se propone formar profesionales creativos y críticos, especializados en la enseñanza de la economía en general y de los problemas actuales de la economía argentina en particular. Asimismo, la formación promueve que los egresados desarrollen capacidades para llevar a cabo propuestas didácticas innovadoras en su campo de especialización y apropiadas para las necesidades que plantea el desarrollo sociocultural de los diversos contextos específicos en los que se inscribe la tarea docente. El egresado podrá desempeñarse como profesor universitario en Economía en el Tercer Ciclo de la enseñanza general y en el Nivel Polimodal dentro del ámbito nacional.
Profesor Universitario en Filosofía. Tiene como objetivo la formación de profesores de filosofía, así como de historia (formación orientada complementaria) y de Formación Ética y Ciudadana, en condiciones de desempeñarse en el tercer ciclo de la EGB y en el nivel Polimodal. La organización curricular del Profesorado Universitario en Filosofía ofrece a los estudiantes un sólido dominio de la estructura conceptual y metodológica de la filosofía, capacidad para la coordinación de grupos de aprendizaje y para la integración de equipos de trabajo, y aptitudes dirigidas al logro del ejercicio metódico del juicio ante las distintas situaciones de la práctica.
Profesor Universitario en Física. Tiene por objetivo la formación de profesores de física, como formación orientada principal, y de matemática, como formación orientada complementaria, en condiciones de desempeñarse en el tercer ciclo de la Educación General Básica y en el nivel Polimodal, así como en instituciones de nivel superior no universitario. Los egresados del Profesorado Universitario en Física podrán asimismo realizar actividades de formación y perfeccionamiento docente, así como de asesoramiento, coordinación, investigación y evaluación de contenidos y de estrategias de enseñanza, en las instituciones de los niveles indicados.
Profesor Universitario en Historia. Se propone formar profesores en esta disciplina para el Tercer Ciclo de la EGB y el nivel Polimodal, con conocimientos sólidos y actualizados, con capacidad para llevar a cabo propuestas curriculares y metodológicas pertinentes, y para implementar alternativas innovadoras de enseñanza en las áreas disciplinares de su dominio. Para ello se procura que los alumnos desarrollen competencias adecuadas para enseñar a aprender, de modo que puedan adquirir no sólo el saber y el saber hacer correspondientes, sino, en particular, los modos y procesos variados de apropiación del conocimiento.
Profesor Universitario en Matemática. Se propone formar profesores de matemática, como formación orientada principal, y de física, como formación orientada complementaria, en condiciones de desempeñarse en el tercer ciclo de la Educación General Básica y en el nivel Polimodal, así como en instituciones de nivel superior no universitario. Los egresados del Profesorado Universitario en Matemática podrán asimismo realizar actividades de formación y perfeccionamiento docente, así como de asesoramiento, coordinación, investigación y evaluación de contenidos y de estrategias de enseñanza, en las instituciones de los niveles indicados.

## Posgrado
Especialización en Filosofía Política. Se propone ofrecer a egresados provenientes de distintas formaciones de base, una formación inicial de postgrado que los capacite para pensar los grandes problemas de nuestra sociedad en los campos de la comunicación, la educación, la práctica política y la cultura en una perspectiva filosófica, capacitándolos para comprender esos problemas, plantear interrogantes acerca de los mismos y resolverlos a través de la investigación filosófica.
Especialización en Nuevas Infancias y Juventudes. Propone resignificar la problemática de la infancia y la adolescencia hoy en la formación de docentes; ofrecer herramientas conceptuales para revisar las estrategias que las instituciones asistenciales, educativas, penales, judiciales y de salud utilizan para la atención de niños, adolescentes y jóvenes; poner en contacto a los formadores de docentes con los estudios e investigaciones que toman a las infancias y las adolescencias como objeto de análisis; brindar una formación que integre andamiajes conceptuales y experiencias (nacionales e internacionales) de atención de niños/as, adolescentes y jóvenes en la perspectiva de la afirmación de sus derechos; socializar los saberes de las prácticas alternativas que se despliegan en instituciones educativas escolares y no escolares.

## Investigación
El IDH desarrolla investigación en las áreas de: comunicación, cultura, educación y política. También en la economía, filosofía, física, historia, lenguaje y matemática y su enseñanza.

## Directores
| Período     | Director            |
| ----------- | ------------------- |
| 2018 a 2022 | Flavia Terigi       |
| 2014 a 2018 | Alejandra Figliola  |
| 2010 a 2014 | Daniel Lvovich      |
| 2006 a 2010 | Eduardo Rinesi      |
| 2003 a 2006 | Eduardo Rinesi      |
| 1998 a 2003 | Roberto Nöel Domecq |